# Gerobatrachus
Gerobatrachus – rodzaj temnospondyla z rodziny Amphibamidae żyjącego we wczesnym permie na terenie dzisiejszej Ameryki Północnej. Został opisany w oparciu o niemal kompletny szkielet (USNM 489135) pochodzący z datowanych na wczesny perm osadów grupy Clear Fork w Teksasie. Nazwa rodzajowa Gerobatrachus pochodzi od greckich słów geros („starsza”) oraz batrachus („żaba”), zaś epitet gatunkowy gatunku typowego, hottoni, honoruje Nicholasa Hottona – paleontologa z Muzeum Historii Naturalnej w Waszyngtonie. Gerobatrachus wykazuje wiele cech typowych zarówno dla płazów bezogonowych, jak i ogoniastych; nie jest jednak pewne, czy dowodzi to, iż jest on taksonem bliskim rozejścia się linii ewolucyjnej Batrachia na Anura i Caudata, czy też podobieństwa te są jedynie przejawem konwergencji.
Według autorów jego opisu Gerobatrachus miał basale commune (połączone pierwsza i druga dalsze kości stępu) – cechę stwierdzoną wcześniej jedynie u przedstawicieli grupy koronnej płazów ogoniastych; z tą interpretacją  nie zgadzają się jednak Marjanović i Laurin (2008), zdaniem których kości uznanej przez Andersona i współpracowników za basale commune nie można jednoznacznie zidentyfikować do czasu odkrycia kompletnego stępu Gerobatrachus. Ze skaczącymi i Caudata przednio-tylno zredukowany lemiesz. Również budowa podniebienia i czaszki wykazuje cechy wspólne z analogicznymi występującymi u innych temnospondyli, płazów ogoniastych i bezogonowych. W kości przedszczękowej znajdowało się co najmniej 21 niewielkich, szypułkowatych zębów. Liczba kręgów przedkrzyżowych, wynosząca u Gerobatrachus 17, jest pośrednia pomiędzy liczbą występującą u zaawansowanych przedstawicieli Amphibamidae (około 21) oraz przedstawicieli Salientia, takich jak Triadobatrachus (14) oraz płazów ogoniastych Karaurus i Chunerpeton (14–15). Dzięki szerokiej czaszce, znacząco powiększonym otworom w podniebieniu oraz skróceniu kręgosłupa i ogona Gerobatrachus przypomina paleozoicznych przedstawicieli Batrachia. Holotyp Gerobatrachus hottoni mierzy 110 mm długości.
Według przeprowadzonej przez Andersona i współpracowników analizy filogenetycznej Gerobatrachus jest taksonem siostrzanym Batrachia, a rodzaje Doleserpeton, Amphibamus i Platyrhinops sukcesywnie odleglejszymi grupami zewnętrznymi; analiza ta sugeruje też, że tradycyjnie wyróżniany takson Lissamphibia obejmujący Batrachia i płazy beznogie jest difiletyczny, przy czym Batrachia miały należeć do temnospondyli, a płazy beznogie - do lepospondyli. Moment rozejścia się linii ewolucyjnej Batrachia na płazy bezogonowe i ogoniaste szacowano na późny karbon, jednak odkrycie łączącego w sobie cechy przedstawicieli obu tych grup Gerobatrachus sugeruje, że podział ten nastąpił znacznie później – Anderson i współpracownicy szacują go na środkowy perm, około 270–260 mln lat temu Z kolei według analizy filogenetycznej przeprowadzonej przez Marjanovića i Laurina (2008) Lissamphibia są monofiletyczne i należą do lepospondyli, natomiast Gerobatrachus należał do temnospondyli i tym samym nie był bliżej spokrewniony z Batrachia; zdaniem autorów Gerobatrachus był taksonem siostrzanym do rodzaju Doleserpeton lub do rodzaju Amphibamus. Analiza przeprowadzona przez Maddin, Jenkinsa i Andersona (2012) potwierdza, że Lissamphibia są taksonem monofiletycznym; wynika z niej jednak, że pochodzą one nie od lepospondyli, lecz od temnospondyli. Z analizy tej wynika też, że Gerobatrachus należał do Lissamphibia i był taksonem siostrzanym do Batrachia.